# Comuna Bubniv, Lokaci
Bubniv (în ucraineană Бубнів) este o comună în raionul Lokaci, regiunea Volînia, Ucraina, formată din satele Bubniv (reședința) și Lîniv.

## Demografie
Componența lingvistică a satului Bubniv
     Ucraineană (99,69%)
     Alte limbi (0,31%)
Conform recensământului din 2001, majoritatea populației satului Bubniv era vorbitoare de ucraineană (99,69%), existând în minoritate și vorbitori de alte limbi.